# Ruth Lambert
Pour les articles homonymes, voir Lambert.
Ruth Lambert (24 janvier 1914, Thionville, Alsace-Lorraine - 17 novembre 1996, Lyon 5e) est une assistante sociale juive française, travaillant pour l'Œuvre de secours aux enfants (OSE), avec l'aide d'Elisabeth Hirsch et de
Ninon Haït-Weyl ; elle arrive à faire sortir des camps de détention en France des centaines d'enfants et d'adolescents.

## Biographie

### Ruth Lambert au camp de Gurs
Ruth Lambert est recrutée par Andrée Salomon de l'OSE en 1940. Elle est assistante sociale au camp de Gurs, de février 1941 à juin 1943, à l'exception du second semestre de 1942, période où elle est expulsée de Gurs par le chef du camp, en raison de son comportement jugé trop favorable aux internés,,,.

### Ruth Lambert au camp de Rivesaltes
En décembre 1943, l'abbé Pierre Mopty (1913-24 avril 1986, de Montpellier (Hérault) se rend à Lyon pour accompagner une famille juive (les parents Waldman et leur fille de 10 ans) qui se prépare à passer la frontière suisse. Mais avant qu'il puisse les contacter, ils sont arrêtés et internés au camp de Rivesaltes. Pierre Morty va à Rivesaltes. Il rencontre Ruth Lambert, qui travaillant pour l'OSE vient d'arriver à Rivesaltes, pour sauver des enfants juifs. Ruth Lambert est aidée par le père Albert Gross (1904-1975), représentant de l'organisation Caritas Suisse, et par Andrée Salomon, chargée de coordonner les activités de sauvetage de l'OSE. Pierre Mopty réussit à sauver la famille et à la faire passer en Suisse.

### Mort
Ruth Lambert se retire au couvent des Sœurs du Prado à Lyon, où elle meurt le 17 novembre 1996, à l'âge de 82 ans.